# Sheshatshiu
Sheshatshiu est, avec Natuashish, une des deux réserves Innue de Labrador à la province canadienne de Terre-Neuve-et-Labrador.
Elle est située à l'extrémité ouest du lac Melville, à environ 20 km au nord de Happy Valley-Goose Bay.
Sheshatshiu est au sud de l'étroite embouchure du Grand Lake, où il se jette dans le lac Melville. 
Au nord se trouve la communauté de North West River. 
Elle est habitée par la Première Nation innue Sheshatshiu, dont le chef actuel est Eugene Hart.
Sheshatshiu en innu-aimun signifie « lieu étroit de la rivière ». Cet endroit était un lieu de rencontre estival traditionnel pour l'Innu qui résidait à l'intérieur des terres le reste de l'année, pratiquant la chasse, la pêche et le piégeage.

## Histoire
Les Innus venaient dans ce secteur pour pêcher et rencontrer leur prêtre compant près du poste de traite de la Compagnie de la Baie d'Hudson.
Vers 1957 quand l'église catholique romaine a été construite sur la rive sud de la rivière, quelques Innus ont commencé à s'y installer. À l'époque il y avait une pression tant de l'Église que du gouvernement pour intégrer les Innus au reste de la société. Au début des années 1960, il y avait plusieurs tentes et quelques maisons sur le site de l'actuelle communauté. Il y a aujourd'hui environ 1 200 résidents à Sheshatshiu, une école, une église, plusieurs commerces, une clinique et un centre de traitement pour les jeunes. 
Avec l'introduction du programme de sortie, dans la tradition des aînés, plusieurs résidents de Sheshatshiu voyagent dans la nature sauvage du Labrador plusieurs mois au printemps de chaque année pour vivre le mode de vie traditionnel dans la terre en harmonie avec la nature. Alors ils pratiquent la chasse et la cueillette. Les enfants apprennent de leurs aînés le savoir-faire traditionnel dans le respect de l'environnement.
En novembre 2000, cette communauté, avec celle de Davis Inlet, effectuent une démarche sans précédent en demandant au gouvernement fédéral canadien de venir l'assister afin de résoudre la crise de toxicomanie. En raison de divers facteurs, dont les difficultés économiques, l'alcoolisme et l'inhalation d'essence étaient endémiques dans la communauté, dans certains cas affectant des enfants aussi jeunes que cinq ans.
Les Innus du Labrador sont devenus des Indiens inscrits en vertu de la Loi sur les Indiens en 2002 et « Sheshatshiu 3 » est devenu une réserve.
En octobre 2019, la Première nation innue Sheshatshiu a déclaré une crise de suicide après que 10 tentatives de suicide ont été signalées au sein de la communauté en quelques jours. 
En 2020, selon le grand chef de la nation innue, Gregory Rich, Sheshatshiu et Natuashish ont une population collective d'environ 3 000 personnes, dont environ la moitié sont des jeunes, dont 167 sont confiés au gestionnaire des services à l'enfance et à la jeunesse. En 2017, la Nation innue a déclaré qu'il y avait 165 enfants innus du Labrador placés en famille d'accueil, dont 80 sont placés à l'extérieur de leurs communautés d'origine, Sheshatshiu et Natuashish.

## Personnalités
- James Nuna, chanteur
- Pearl Nuna, chanteuse
- Meshikamau, chanteur
- George Nuna, chanteur
- Peter Penashue, chef innu et politicien fédéral